# Gamal Abdel Nasser (L1010)
El Gamal Abdel Nasser (L1010), originalmente Vladisvostok, es un buque de asalto anfibio de la clase Mistral de la marina de guerra de Egipto construido por Francia inicialmente para Rusia pero finalmente vendido a Egipto después de la rotura del acuerdo a raíz de la guerra de Ucrania.

## Construcción
El buque fue construido por DCNS como parte de un plan de cuatro buques Mistral para Rusia. La nave fue bautizada Vladisvostok —en honor a la capital del Lejano Oriente— y estuvo a punto de ser entregado a la marina de guerra de Rusia. Sin embargo, se rompió el acuerdo en 2015 y Francia vendió el buque a Egipto. La marina egipcia lo re-nombró Gamal Abdel Nasser, en honor al presidente de Egipto de 1954 a 1970.